# Amir Talai
Amir Talai (1977) é um ator de televisão estadunidense.